# 出合正幸
出合 正幸（であい まさゆき、1981年1月21日 - ）は、日本の俳優。大阪府出身。カートプロモーション所属。

## 略歴
2003年にNHK大河ドラマ『武蔵 MUSASHI』の第13話で俳優デビューを果たす。
2006年にはスーパー戦隊シリーズ『轟轟戦隊ボウケンジャー』にて、高丘映士 / ボウケンシルバー役で出演。
その後、2013年のスーパー戦隊シリーズ『獣電戦隊キョウリュウジャー』では鉄砕 / キョウリュウグレー役ならびに、鉄砕の子孫である津古内真也 / 2代目キョウリュウグレー役で出演した。

## 人物
- 趣味はアウトドア、キャンプ。
- 特技は殺陣、英語、乗馬、和太鼓、ギター、カンフー、ボクシング。
- 『爆竜戦隊アバレンジャー』の伯亜凌駕 / アバレッド役と『特捜戦隊デカレンジャー』赤座伴番 / デカレッド役のオーディションでも最終選考まで残っていた。さらに、超星神シリーズの全作品のオーディションを受けた経歴もある。
- 倉田プロダクションに所属していたこともあり[2]、アクションが得意。
- 書道六段を有している。

## 出演

### テレビドラマ
- 大河ドラマ（NHK）
  - 武蔵 MUSASHI 第13回（2003年3月30日）
  - 軍師官兵衛 第34回（2014年8月24日） - 吉川元長 役
  - 光る君へ 第46回・第47回（2024年12月1日・8日） - 藤原友近 役
- 連続テレビ小説 天花（2004年3月29日 - 9月25日、NHK） - 鈴木昭三（青年期） 役
- スーパー戦隊シリーズ（テレビ朝日）
  - 轟轟戦隊ボウケンジャー（2006年6月11日 - 2007年2月11日） - 高丘映士 / ボウケンシルバー 役
  - 獣電戦隊キョウリュウジャー（2013年6月9日 - 2014年2月9日） - 鉄砕 / キョウリュウグレー、津古内真也 / キョウリュウグレー 役
  - 4週連続スペシャル スーパー戦隊最強バトル!! 第1話（2019年2月17日） - 高丘映士 / ボウケンシルバー 役（友情出演[3]）
- シバトラ さらば、童顔刑事スペシャル（2010年、フジテレビ） - 美原 役
- タクシードライバーの推理日誌32（2013年、テレビ朝日） - 山田隼人 役
- 守護神・ボディーガード 進藤輝 Episode2（2013年、TBS） - 中村海斗 役
- 隠蔽捜査 第10話・第11話（2014年、TBS） - 菊地誠 役
- 西村京太郎サスペンス 鉄道捜査官14（2014年、テレビ朝日） - 青木 役
- MOZU Season2〜幻の翼〜（2014年、WOWOW） - 落合 役
- 西村京太郎サスペンス 十津川捜査班9（2014年、フジテレビ） - 伊原光一 役
- ワイルド・ヒーローズ 第3話（2015年、日本テレビ） - 落合一幸 役
- 金沢のコロンボ2（2015年、テレビ東京） - 清水竜太 役
- 黒星警部の密室捜査（2015年、テレビ東京） - 松原俊介 役
- デスノート 第1話（2015年7月5日、日本テレビ） - 佐古田源武 役
- 科捜研の女（テレビ朝日）
  - 第15シリーズ 第4話（2015年） - 蔵間武生 役
  - 第19シリーズ 第6話（2019年） - 金村太 役
- 螻蛄（2016年、BSスカパー!） - 宇山春樹 役
- 警視庁捜査一課9係 season11 第3話（2016年、テレビ朝日） - 深見幸彦 役
- 横山秀夫サスペンス 刑事の勲章（2016年、TBS） - 戸塚浩一郎 役
- ガールズ×戦士シリーズ（テレビ東京）
  - アイドル×戦士 ミラクルちゅーんず!（2017年4月2日 - 2018年3月25日） - 一ノ瀬永吉 役
  - ひみつ×戦士 ファントミラージュ! 第37話（2019年12月15日） - サンタのお兄さん 役
  - ビッ友×戦士 キラメキパワーズ! 第23話・第24話（2021年12月12日・19日） - 警察官 役
- モブサイコ100（2018年1月19日〈18日深夜〉 - 4月6日〈5日深夜〉、テレビ東京） - 桜威 役
- BG〜身辺警護人〜 第6話 - 最終話（2018年2月22日 - 3月15日、テレビ朝日） - 根本 役
- 復讐捜査〜警察犬と刑事の殺人追跡行〜（2018年5月6日、テレビ朝日） - 池田 役
- 特捜9 Season1 第8話（2018年5月30日、テレビ朝日） - 和田幸太 役
- dele 最終話（2018年9月14日、テレビ朝日） - 蓮見 役
- ドロ刑 -警視庁捜査三課- 第4話（2018年11月3日、日本テレビ） - 外山刑事 役
- シャーロック 第8話（2019年11月25日、フジテレビ） - 野村冬樹 役
- SEDAI WARS（2020年1月6日 - 2月17日、毎日放送 / 1月8日 - 2月19日、TBS） - 黒田哲也 役[4]
- 映像研には手を出すな!（2020年4月6日 - 5月11日、毎日放送 / 4月8日 - 5月13日、TBS） - 麻笠 役
- 24 JAPAN（2020年10月9日 - 2021年3月26日、テレビ朝日） ‐ 相馬幸也 役
- 逃亡者 第1夜（2020年12月5日、テレビ朝日） - 倉島警察官 役
- コールドケース3 〜真実の扉〜 第7話（2021年1月23日、WOWWOW） - 野島昭雄 役
- 大岡越前6 第5回（2022年6月10日、NHK BSプレミアム） - 荒木新兵衛 役
- 警部補ダイマジン 第1話 - 第3話・第6話 - 最終話（2023年7月7日 - 28日・8月18日 - 9月1日、テレビ朝日） - 中野伸之 役
- あなたを奪ったその日から 第2話（2025年4月28日、関西テレビ・フジテレビ） - 刑事 役[5]

### 配信ドラマ
- グッドモーニング、眠れる獅子2（2023年4月12日、Lemino・ひかりTV） - 熊見ヒロト 役[6]
- ミッドナイト（2024年3月6日、Apple Japan YouTubeチャンネル） - 北陽急便社長 役

### バラエティ
- 日本いにしえの旅（2007年 - 2008年、BSフジ） - タイトル文字担当。第2・5・7回には旅人として出演。

### 映画
- 黄龍 イエロードラゴン（2003年、倉田プロモーション） - ソン 役
- ラスト サムライ（2003年、ワーナー・ブラザース）
- スーパー戦隊シリーズ（東映）
  - 轟轟戦隊ボウケンジャー THE MOVIE 最強のプレシャス（2006年） - 高丘映士 / ボウケンシルバー 役
  - 烈車戦隊トッキュウジャーVSキョウリュウジャー THE MOVIE（2015年） - キョウリュウグレーの声 役[7]
- 病葉流れて（2008年、メディアワークス） - 湯浅正巳 役
- #哀憑歌 〜CHI-MANAKO〜（2008年） - 健哉 役
- 交渉人 THE MOVIE タイムリミット高度10,000mの頭脳戦（2010年、東映） - 岡野武志 役
- 仮面ライダーW FOREVER AtoZ/運命のガイアメモリ（2010年、東映） - 芦原賢 / トリガー・ドーパント 役[8]
- 47RONIN（2013年、東宝東和） - 磯貝 役[9]
- 夢幻（2014年） - 主演・山崎健司 役
- 陽は落ちる（2015年） - 主演・古田久蔵正成 役
- 予告犯（2015年、東宝） - 設楽木の秘書 役
- 殿、利息でござる!（2016年、松竹） - 鈴木只右衛門 役
- さつまおごじょ（2016年） - 岩崎隆三 役
- 無限の住人（2017年、ワーナー・ブラザース映画） - 宇留間 役
- 破裏拳ポリマー（2017年、KADOKAWA） - バレット・ウォン 役
- ジョジョの奇妙な冒険 ダイヤモンドは砕けない 第一章（2017年、東宝 / ワーナー・ブラザース映画） - 刑事 役
- 第二警備隊（2018年、カートエンターテイメント） - 高城久夫 役
- ウスケボーイズ（2018年、カートエンターテイメント） - 城山正人 役
- BLACKFOX: Age of the Ninja（2019年10月5日） - ジン 役[10]
- 初恋（2020年、東映） - 城島 役
- 映像研には手を出すな!（2020年、東宝） - 麻笠 役
- 土竜の唄 FINAL（2021年、東宝） - 宝町雨彦 役
- アラームベル（2021年、カートエンターテイメント） - 役大作 役
- シグナチャー〜日本を世界の銘醸地に〜（2022年、カートエンターテイメント） - 内藤明人 役
- リボルバー・リリー（2023年、東映） - 背広陸軍兵士 役
- 怪物の木こり（2023年、ワーナー・ブラザース映画） - 北島信三 役
- コウインKOUIN〜光陰〜（2024年、フルモテルモ） - 主演・高城久夫 役（竹島由夏とW主演）[11]
- 十一人の賊軍（2024年、東映） - 官軍兵 役
- BLUE FIGHT 〜蒼き若者たちのブレイキングダウン〜（2025年、ギャガ / YOAKE FILM） - 警察官 役
- 陽が落ちる（2025年、フルモテルモ） - 久蔵 役[12]
- でっちあげ〜殺人教師と呼ばれた男（2025年、東映） - 父親 役

### オリジナルビデオ
- スーパー戦隊シリーズ（東映ビデオ）
  - 轟轟戦隊ボウケンジャーVSスーパー戦隊（2007年） - 高丘映士 / ボウケンシルバー 役
  - 獣拳戦隊ゲキレンジャーVSボウケンジャー（2008年） - 高丘映士 / ボウケンシルバー 役
  - 宇宙戦隊キュウレンジャーVSスペース・スクワッド（2018年） - ロイ 役[13]
  - 王様戦隊キングオージャーVSキョウリュウジャー（2024年） - キョウリュウグレーの声 役[14]
- 仮面ライダーW RETURNS 仮面ライダーエターナル（2011年、東映ビデオ） - 芦原賢 役[15]

### 舞台
- TENCOUNT〜春の章〜[16]
- Magic[16]
- 新撰組 壬生大激戦[16]
- Big Army〜風よ急げ〜[16]
- from me to you〜一期一愛〜[16]
- RYOMA&Ryoma〜星を天に返すとき〜[16]
- 忘却〜忘れ行く者たちへ〜[16]
- S〜君がいる奇跡〜[16]
- 帰って来た蛍（2008年） - 宮川三郎 役[16]
- Last Sceneはさりげなく（2008年） - 出合正幸 役[16]
- 「学園ヘヴン」ミュージカル 〜ベルリバティ★プリンス〜（2008年） - 丹羽哲也 役[16]
- 森の風子（2008年）[16]
- 奇々怪々〜もののけ達の夜〜（2009年） - 武藤小次郎 役
- 帰って来た蛍〜神々のたそがれ〜（2010年） - 映像出演
- らん（2010年） - イタチ 役
- 奇々怪々〜老ノ坂のもののけ達〜（2013年） - 八木十兵衛 役

### ラジオ番組
- 自衛隊deナイト（2024年4月12日 - 、エフエム世田谷） - アシスタントナビゲーター

### CM
- X.D.Global 侍魂オンライン-朧月伝-（2019年） - 町人 役

### 玩具
- 獣電戦隊キョウリュウジャー ガブリボルバー -MEMORIAL EDITION-（2024年6月27日）

## 作品

### CD
| 発売日         | 楽曲タイトル       | アーティスト名義                        | 収録アルバム                 | 最高 順位 |
| -------------- | ------------------ | --------------------------------------- | ---------------------------- | --------- |
| 2006年12月27日 | 銀色の風に吹かれて | 高丘映士 / ボウケンシルバー（出合正幸） | 轟轟戦隊ボウケンジャー全曲集 | - 位      |

### 写真集
- 『遊休』ハービー・山口撮影、スタジオワープ、2008年9月。ISBN 978-4-903451-77-0。